# Angelo Monticelli
Angelo Monticelli (Milano, 1778 – Milano, 17 agosto 1837) è stato un pittore e figurinista italiano.

## Biografia
Specializzato in disegno a tempera, fu allievo del pittore Andrea Appiani (1754-1817) e attivo principalmente in Lombardia dove per il teatro alla Scala disegnò le figure dei parapetti dei palchi (1807) e il sipario (1821). Nel 1826, in occasione di una ripittura del Teatro comunale di Ferrara il Monticelli decorò il plafond con una Apoteosi di Lodovico Ariosto.
Suo anche il sipario del teatro Rossini di Pesaro. Per il Duca di Lodi Francesco Melzi d'Eril e sotto la direzione dell'architetto Giocondo Albertolli, su disegno di Giuseppe Bossi decorò a chiaroscuro la nicchia dell'altare della Cappella gentilizia di Villa Melzi di Bellagio con una figura del Padre Eterno e i Quattro evangelisti nei pennacchi della cupola. Per la sala del pulvinare dell'Arena Civica di Milano dipinse a finto stucco il fregio con figure, mentre a Palazzo Reale è suo l'affresco con tema Giove tonante che orna la sala delle colonne.
Il Monticelli fu anche disegnatore di una serie di illustrazioni della fortunata pubblicazione illustrata in 21 volumi Il Costume antico e moderno di tutti i popoli dell'Europa del bibliotecario della Biblioteca Braidense Giulio Ferrario, erudito milanese. I 21 volumi dell'opera sono corredati da una serie di incisioni all'acquatinta che illustrano la storia del costume di popoli. Gradevoli anche dal punto di vista chiarosocurale, le illustrazioni restituiscono le cromie degli abiti, gli usi e i costumi delle varie popolazioni descritte, anche presentando monumenti ed edifici oggi non più esistenti.
Morì cinquantanovenne nella parrocchia di San Babila a Milano e venne sepolto al cimitero di San Gregorio, demolito a fine Ottocento.